# Ettayapuram
Ettayapuram es una ciudad y nagar Panchayat situada en el distrito de Thoothukudi en el estado de Tamil Nadu (India). Su población es de 12772 habitantes (2011). Se encuentra a 64 km de Thoothukudi y a 58 km de Tirunelveli.

## Demografía
Según el censo de 2011 la población de Ettayapuram era de 12772 habitantes, de los cuales 6303 eran hombres y 6469 eran mujeres. Ettayapuram tiene una tasa media de alfabetización del 82,52%, superior a la media estatal del 80,09%: la alfabetización masculina es del 90,91%, y la alfabetización femenina del 74,71%.